# Arquidiócesis de Dubuque
La arquidiócesis de Dubuque (en latín: Archidioecesis Dubuquensis y en inglés: Roman Catholic Archdiocese of Dubuque) es una circunscripción eclesiástica de la Iglesia católica en Estados Unidos. Se trata de una arquidiócesis latina, sede metropolitana de la provincia eclesiástica de Dubuque. Desde el 4 de abril de 2023, se encuentra en sede vacante. 

## Territorio y organización

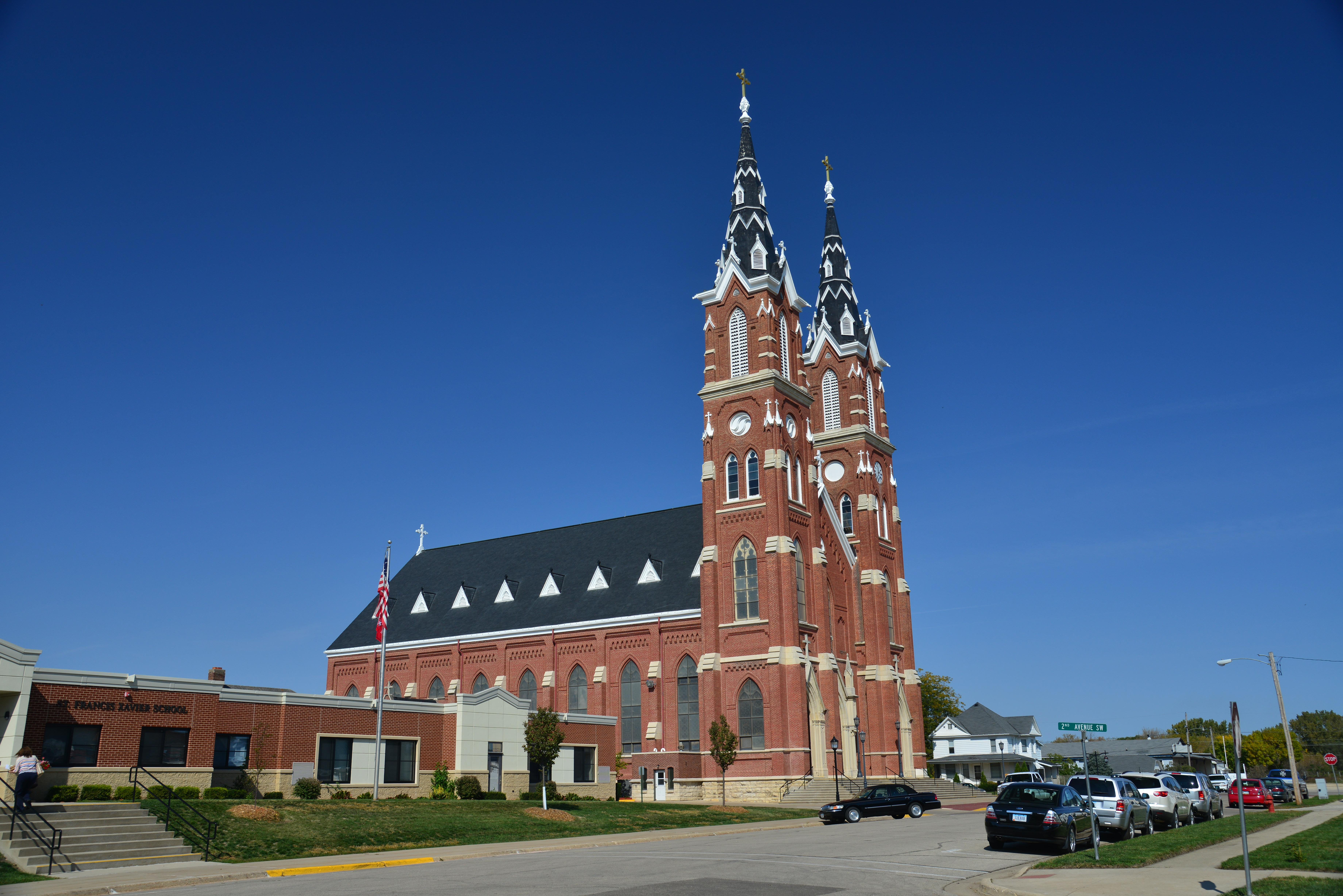
Basílica de San Francisco Javier, en Dyersville

La arquidiócesis tiene 45 074 km² y extiende su jurisdicción sobre los fieles católicos de rito latino residentes en 30 condados del estado de Iowa: Allamakee, Benton, Black Hawk, Bremer, Buchanan, Butler, Cerro Gordo, Chickasaw, Clayton, Delaware, Dubuque, Fayette, Floyd, Franklin, Grundy, Hancock, Hamilton, Hardin, Howard, Jackson, Jones, Linn, Marshall, Mitchell, Story, Tama, Winnebago, Winneshiek, Worth y Wright.
La sede de la arquidiócesis se encuentra en la ciudad de Dubuque, en donde se halla la Catedral de San Rafael. En Dyersville se encuentra basílica de San Francisco Javier.
En 2021 en la arquidiócesis existían 165 parroquias.
La arquidiócesis tiene como sufragáneas a las diócesis de: Davenport, Des Moines y Sioux City.

## Historia
Durante siglos, el río Misisipi representó la frontera natural, primero de los territorios coloniales ingleses y luego del nuevo estado estadounidense. Hasta principios del siglo XIX ningún misionero, católico o protestante, cruzó jamás el gran río para adentrarse en territorios en su mayoría inexplorados.
A medida que los colonos blancos comenzaron a ocupar las tierras del futuro Iowa, los misioneros católicos también comenzaron a aparecer. Entre estos, el primero fue el jesuita flamenco Charles-Félix van Quickenborne, quien en 1833 en el pueblo de Dubuque fundó la primera parroquia católica, dedicada a san Rafael. Su obra en Dubuque y el resto de Iowa fue continuada y ampliada por el dominico italiano Samuele Mazzuchelli, uno de los misioneros más importantes de la región, quien fundó numerosas parroquias. En 1838 por primera vez algunos misioneros llegaron hasta el río Misuri, iniciando la obra de evangelización de los indígenas.
En abril de 1837 el tercer concilio de Baltimore recomendó a la Congregación de Propaganda Fide la fundación de nuevas diócesis más allá del Misisipi, entre ellas Dubuque. Sobre estas indicaciones, la diócesis de Dubuque fue erigida el 28 de julio de 1837 con el breve Universi Dominici Gregis del papa Gregorio XVI, obteniendo el territorio de la diócesis de San Luis (hoy arquidiócesis). Originalmente incluía todos los territorios entre el Misisipi y el Misuri en los estados de Iowa y Minnesota, hasta la frontera con Canadá. Sufragánea de la arquidiócesis de Baltimore, en 1847 pasó a formar parte de la provincia eclesiástica de la arquidiócesis de San Luis.
El primer obispo fue el francés Pierre-Jean-Mathias Loras, que llegó a la sede en 1839, acompañado de un grupo de sacerdotes irlandeses y alemanes. Loras fue responsable de la construcción de la catedral de la diócesis, un monasterio de los trapenses y un importante colegio, el primero en el noroeste americano.
El desarrollo de la obra misionera en las primeras décadas y el aumento del número de católicos llevó a la necesidad de dividir la diócesis. Así, el 19 de julio de 1850, la diócesis de Saint-Paul (hoy arquidiócesis de Saint Paul y Minneapolis) fue erigida con jurisdicción sobre la parte norte de la diócesis de Dubuque, el Territorio de Minnesota, mediante el breve Ex debito apostolici del papa Pío IX. El 14 de junio de 1881 surgió una nueva diócesis, la de Davenport, que tenía jurisdicción sobre la parte sur del estado de Iowa, mediante el breve Quod e re catholica del papa León XIII.
El 15 de junio de 1893 la diócesis de Dubuque fue elevada al rango de arquidiócesis metropolitana, en virtud del breve Romani Pontifices del papa León XIII. El 15 de enero de 1902 cedió la parte oriental de su territorio para la erección de la diócesis de Sioux City mediante el breve Quae catholico nomini del papa León XIII.
James John Keane fue el primer arzobispo de origen estadounidense. Gracias a Henry Patrick Rohlman, con la ayuda de los obispos de su provincia eclesiástica, ocurrió la creación de un seminario provincial único para la formación de sacerdotes en todo Iowa.
El 25 de julio de 1960, con la carta apostólica Expedit sane, el papa Juan XXIII proclamó al arcángel Rafael como patrono principal de la arquidiócesis, y a Juan María Vianney como patrón secundario.

## Estadísticas
Según el Anuario Pontificio 2022 la arquidiócesis tenía a fines de 2021 un total de 186 779 fieles bautizados.
| Año                                                                             | Población            | Población | Población      | Sacerdotes | Sacerdotes    | Sacerdotes    | Bautizados por sacerdote | Diáconos permanentes | Religiosos | Religiosos | Parroquias |
| Año                                                                             | Bautizados católicos | Total     | % de católicos | Total      | Clero secular | Clero regular | Bautizados por sacerdote | Diáconos permanentes | Varones    | Mujeres    | Parroquias |
| ------------------------------------------------------------------------------- | -------------------- | --------- | -------------- | ---------- | ------------- | ------------- | ------------------------ | -------------------- | ---------- | ---------- | ---------- |
| 1908                                                                            | ?                    | ?         | ?              | 231        | 222           | 9             |                          |                      |            | 780        | 165        |
| 1950                                                                            | 147 412              | 800 000   | 18.4           | 368        | 352           | 16            | 400                      |                      | 86         | 1983       | 204        |
| 1966                                                                            | 214 730              | 914 340   | 23.5           | 562        | 445           | 117           | 382                      |                      | 244        | 2015       | 238        |
| 1970                                                                            | 231 247              | 914 340   | 25.3           | 394        | 377           | 17            | 586                      |                      | 70         | 1853       |            |
| 1976                                                                            | 243 458              | 956 078   | 25.5           | 442        | 372           | 70            | 550                      |                      | 177        | 1551       | 235        |
| 1980                                                                            | 249 000              | 982 000   | 25.4           | 430        | 354           | 76            | 579                      | 25                   | 226        | 1446       | 234        |
| 1990                                                                            | 229 945              | 1 058 100 | 21.7           | 341        | 303           | 38            | 674                      | 59                   | 83         | 1299       | 226        |
| 1999                                                                            | 218 108              | 923 000   | 23.6           | 296        | 260           | 36            | 736                      | 66                   | 27         | 998        | 211        |
| 2000                                                                            | 237 205              | 923 000   | 25.7           | 261        | 225           | 36            | 908                      | 60                   | 130        | 936        | 212        |
| 2001                                                                            | 219 195              | 923 000   | 23.7           | 258        | 222           | 36            | 849                      | 59                   | 149        | 889        | 211        |
| 2002                                                                            | 213 555              | 927 161   | 23.0           | 246        | 215           | 31            | 868                      | 64                   | 138        | 842        | 209        |
| 2003                                                                            | 212 619              | 927 161   | 22.9           | 247        | 210           | 37            | 860                      | 66                   | 172        | 831        | 201        |
| 2004                                                                            | 211 847              | 927 161   | 22.8           | 242        | 210           | 32            | 875                      | 75                   | 158        | 826        | 199        |
| 2006                                                                            | 216 000              | 944 000   | 22.9           | 238        | 205           | 33            | 907                      | 75                   | 133        | 818        | 187        |
| 2013                                                                            | 200 588              | 998 638   | 20.1           | 205        | 174           | 31            | 978                      | 91                   | 174        | 658        | 167        |
| 2016                                                                            | 197 816              | 1 055 140 | 18.7           | 202        | 165           | 37            | 979                      | 100                  | 180        | 594        | 166        |
| 2019                                                                            | 193 360              | 1 010 471 | 19.1           | 192        | 157           | 35            | 1007                     | 114                  | 160        | 527        | 166        |
| 2021                                                                            | 186 779              | 1 007 531 | 18.5           | 183        | 151           | 32            | 1020                     | 117                  | 174        | 475        | 165        |
| Fuente: Catholic-Hierarchy, que a su vez toma los datos del Anuario Pontificio. |                      |           |                |            |               |               |                          |                      |            |            |            |

### Escuelas secundarias
- Beckman High School, Dyersville
- Columbus High School, Waterloo
- Don Bosco High School, Gilbertville
- Marquette High School, Bellevue
- Newman Catholic High School, Mason City
- Wahlert High School, Dubuque
- Xavier High School, Cedar Rapids

### Colegios
- Clark College, Dubuque
- Loras College, Dubuque
- Mount Mercy College, Cedar Rapids

## Episcopologio
- Pierre-Jean-Mathias Loras † (28 de julio de 1837-19 de febrero de 1858 falleció)
- Timothy Clement Smyth, O.C.S.O. † (19 de febrero de 1858 por sucesión-23 de septiembre de 1865 falleció)
- John Hennessy † (24 de abril de 1866-4 de marzo de 1900 falleció)
- John Joseph Keane † (24 de julio de 1900-28 de abril de 1911 renunció[nota 4])
- James John Keane † (11 de agosto de 1911-2 de agosto de 1929 falleció)
- Francis Joseph Beckman † (17 de enero de 1930-11 de noviembre de 1946 renunció[nota 5])
- Henry Patrick Rohlman † (11 de noviembre de 1946 por sucesión-2 de diciembre de 1954 renunció[nota 6])
- Leo Binz † (2 de diciembre de 1954 por sucesión-16 de diciembre de 1961 nombrado arzobispo de Saint Paul)
- James Joseph Byrne † (19 de marzo de 1962-23 de agosto de 1983 retirado)
- Daniel William Kucera, O.S.B. † (20 de diciembre de 1983-16 de octubre de 1995 retirado)
- Jerome George Hanus, O.S.B. (16 de octubre de 1995 por sucesión-8 de abril de 2013 renunció)
- Michael Owen Jackels,  (8 de abril de 2013 - 4 de abril de 2023, renunció)